# Diogo Branquinho
Diogo Ferraz Branquinho, más conocido como Diogo Branquinho, (Coímbra, 25 de julio de 1994) es un jugador de balonmano portugués que juega de extremo izquierdo en el Sporting CP de la Andebol 1. Es internacional con la selección de balonmano de Portugal.
Su primer gran campeonato con la selección fue el Campeonato Europeo de Balonmano Masculino de 2020.

## Palmarés

### ABC Braga
- Andebol 1 (1): 2016
- Copa de Portugal de balonmano (2): 2015, 2017
- Supercopa de Portugal de balonmano (2): 2015, 2017
- EHF Challenge Cup (1): 2016

### Oporto
- Andebol 1 (4): 2019, 2021, 2022, 2023
- Copa de Portugal de balonmano (2): 2019, 2021
- Supercopa de Portugal de balonmano (1): 2019

## Clubes
| Club         | País     | Año         |
| ------------ | -------- | ----------- |
| São Bernardo | Portugal | 2012 - 2013 |
| ABC Braga    | Portugal | 2013 - 2017 |
| FC Oporto    | Portugal | 2017 - 2024 |
| Sporting CP  | Portugal | 2024 - Act. |